# Championnat du monde des voitures de tourisme
Navigation
ETCC WTCR

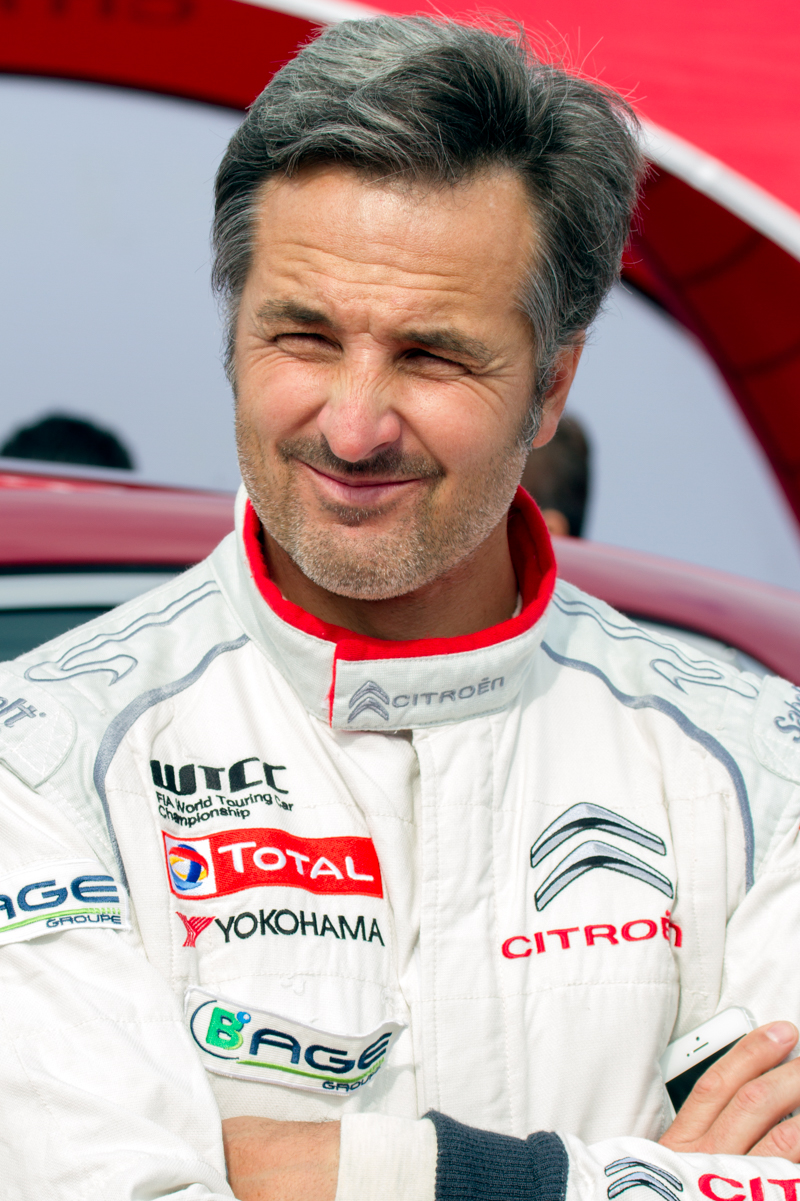
Yvan Muller, détient les records de titres (4 fois champion WTCC) et de victoires (47).

Le Championnat du monde des voitures de tourisme (en anglais : World Touring Car Championship, ou WTCC) était un championnat de course automobile. Il opposait des automobiles de grande production, dites de « tourisme ».
La première édition du championnat du monde des voitures de tourisme a été organisée en 1987, puis un nouveau championnat a été lancé en 2005, sur la base du championnat européen (ETCC) lui-même créé en 2001. Le WTCC sera disputé jusqu'en 2017. À cette date, la FIA décide de le fusionner avec une autre série concurrente, le TCR International Series pour reformer la Coupe du Monde des voitures de tourisme (WTCR).

## Historique

### Le WTCC

#### Une première version du championnat
La première version du WTCC a été lancée en 1987, en concurrence au championnat FIA ETCC existant depuis 1963. À l'issue d'une première saison couronnée de succès, voyant la Ford Sierra RS500 du duo Klaus Ludwig - Klaus Niedzwiedz s'imposer au général, le championnat est abandonné, notamment en raison des nouvelles spécifications techniques voulues par la FIA pour 1988, que les constructeurs n'approuvent pas. De 1993 à 1995, la FIA organise la Coupe du monde des voitures de tourisme.

#### Retour du WTCC (2005-2017)

##### Années 2005-2009
L'année 2005 voit la naissance du FIA WTCC (World Touring Car Championship, ou Championnat du monde des voitures de tourisme), qui prend ainsi la suite de l'ETCC. Il devient ainsi le troisième championnat du monde FIA, après la Formule 1 et le WRC. Le promoteur de ce championnat est la société d'organisation anglaise KSO (Kigema Sport Organisation Ltd.), filiale de la chaîne de télévision européenne Eurosport, qui se charge par ailleurs de retransmettre les courses en direct. Les voitures répondent à la réglementation FIA Super 2000 (essence et Diesel).
Le WTCC bâtit son succès sur des courses très animées, leur durée très courte de 50 kilomètres et sans ravitaillements forçant les pilotes à l'attaque maximale. Deux courses sont organisées par week-end. Bien que majoritairement disputé en Europe, une course se court au Mexique et la dernière épreuve du championnat se déroula sur le célèbre circuit de Macao jusqu'à 2014.
En 2005, cinq constructeurs étaient engagées officiellement : BMW, Alfa Romeo, SEAT, Chevrolet et Ford. BMW a remporté en 2005 les deux championnats (pilotes et constructeurs). Honda et Peugeot étaient aussi présents dans la discipline par le biais d'équipes privées. Andy Priaulx sur BMW, champion d’Europe en titre, remporte cette première édition.
Alfa Romeo décide fin 2005 de se retirer officiellement et provisoirement du championnat. Cependant, en 2006, trois Alfa Romeo de l'année passée continuent à être engagées de manière semi-officielle par le team N.Technology, qui engageait déjà les voitures officielles les années précédentes. Cette saison 2006 va être pleine de suspense : onze pilotes différents s'imposent et avant le dernier week-end à Macao, neuf pilotes peuvent décrocher le titre. Andy Priaulx conserve néanmoins son titre, ainsi qu'en 2007 malgré la grosse concurrence des Seat. Pour la première fois, une manche portugaise est organisée, à Porto.
En 2008, une manche au Japon sur le Aïda, fait son entrée. Alfa Romeo ayant définitivement quitté le championnat, l'équipe N.Technology s'est tournée vers Honda et engage une voiture à partir du troisième weekend du championnat à Valencia par le Britannique James Thompson. Malgré une victoire, le partenariat ne sera pas renouvelé la saison suivante. Ce sont les Seat León qui remportent le championnat, Seat devient le premier constructeur équipé d'un moteur Diesel à remporter un championnat du monde FIA. Le français Yvan Muller devient champion du monde des pilotes. Cette saison a vu le nombre records de pilotes vainqueurs : 14 en 24 courses.
À partir de 2009, le Maroc organise aussi une épreuve, à Marrakech. Seat est une nouvelle fois le constructeur à battre en 2009, Gabriele Tarquini bat de justesse son coéquipier Yvan Muller.
Fin 2009, BMW Motorsport annonce qu'il n'engagerait plus que deux voitures en 2010 pour Augusto Farfus et Andy Priaulx, Jörg Müller et Alessandro Zanardi quittent donc le championnat. Seat Sport a quant à lui annoncé qu'il se retirait du WTCC mais qu'il continuerait à apporter un soutien technique aux teams privés qui souhaiterait acquérir leurs modèles. SR-Sport engage quatre Seat TDI pour le tenant du titre Gabriele Tarquini, Tiago Monteiro, Jordi Gené et le vainqueur de la catégorie indépendants 2009 Tom Coronel, Rickard Rydell en revanche se retrouve sans volant.

##### Années 2010-2013
La nouvelle décennie voit la montée de Chevrolet. L'ancien champion Yvan Muller a rejoint le constructeur américain, et devient le premier pilote à reconquérir le titre, à bord d'une Chevrolet Cruze. En 2011, le seul constructeur officiel présent est Chevrolet, les Seat et BMW étant présentes à titre semi-privé, malgré la brève présence de Volvo. La domination de Chevrolet est désormais complète, elles remportent 21 des 24 courses, avec Yvan Muller qui gagne son troisième titre, et ses coéquipiers Robert Huff et Alain Menu en embuscade. Leur domination se poursuit en 2012, pourtant le WTCC attire plus d'un demi-milliard de téléspectateurs et une nouvelle manche en dehors de l’Europe se dispute, pour la première fois le championnat fait escale aux États-Unis. Robert Huff, qui avait été battu de peu par Yvan Muller en 2011, s'adjuge cette fois le titre pour 12 points devant Alain Menu.
Chevrolet annonce son retrait officiel à l'issue de 2012, mais est toujours présent, engagé par le constructeur britannique Ray Mallock Ltd, avec entre autres Yvan Muller au volant qui s'adjuge un quatrième titre de champion du monde, malgré la présence des constructeurs officiels Lada et Honda. Honda remporte d'ailleurs le championnat constructeur et leur pilote no 1 Gabriele Tarquini est le concurrent le plus proche du français pour le titre.

##### Dernières années (2014-2017)
Le 25 juin 2013 Citroën annonce son arrivée dans le championnat WTCC à partir de 2014 avec Sébastien Loeb comme pilote à bord d'une C-Élysée. Yvan Muller sera le coéquipier du champion du monde des rallyes, tout comme l'argentin José María López. A cette occasion, Citroën demande la mise en place au sein du WTCC d'une nouvelle réglementation technique baptisée TC1. Cette réglementation propose des voitures plus puissantes et plus efficaces au niveau de l’aérodynamisme.
Le 11 avril 2014, Citroën Racing participe pour la première fois de son histoire au WTCC. Trois voitures sont engagées avec à leurs volants Sébastien Loeb, Yvan Muller, et José María López. Les trois C-Elysée s'imposent dès leurs premiers tours de roues sur le circuit Moulay El Hassan à Marrakech au Maroc. L'écurie Citroën Racing remporte les titres constructeur 2014 et 2015, tandis que son pilote José María López gagne les deux titres pilotes.
Il en est de même en 2016, malgré plusieurs handicaps de lest imposés à Lopez et Citroën pour tenter de contrer leur domination.
Cette même année, le WTCC subit une grave crise : si Volvo fait son retour à travers l'équipe Cyan Polestar, le championnat perd deux des quatre constructeurs engagés : Citroën, qui choisit de privilégier son engagement en WRC en délaissant le supertourisme, et Lada, qui faute d'intérêt médiatique pour son image, se retire. S'ajoute à cela le retrait de nombreux pilotes, certains choisissant de partir en TCR, championnat de supertourisme concurrent, d'autres partant vers de nouvelles disciplines, comme José María López qui signe chez Toyota en WEC. À la fin de la saison 2016, Yvan Muller annonce son retrait, choisissant de devenir pilote d'essai pour Cyan Polestar.
La saison 2017 n'accueille que 16 voitures, le minimum de partants imposés pour le déroulement d'un championnat du Monde FIA. Cette saison est le théâtre d'un long duel entre Norbert Michelisz et Thed Björk. Ce dernier devient champion du monde à l'issue de la finale au Qatar. Cette saison est la dernière puisque fin 2017, la FIA décide de fusionner le WTCC (Championnat du monde des voitures de tourisme) avec une autre série concurrente, le TCR International Series, pour reformer la Coupe du monde des voitures de tourisme (WTCR).

## Format

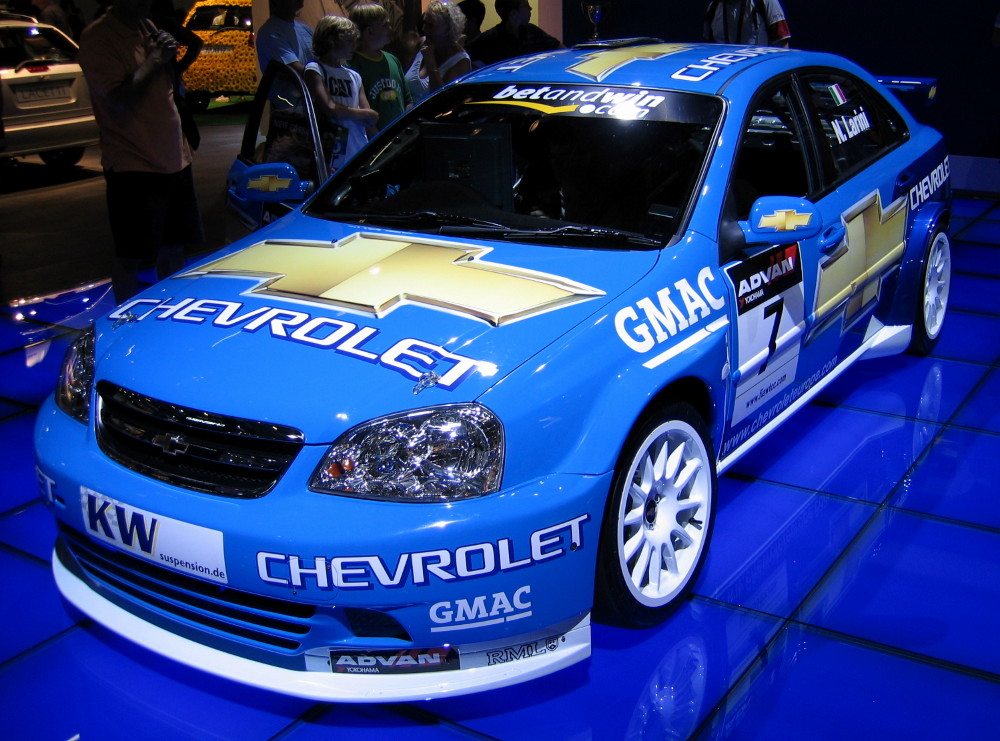
La Chevrolet Lacetti S2000 WTCC 2006 de Nicola Larini.

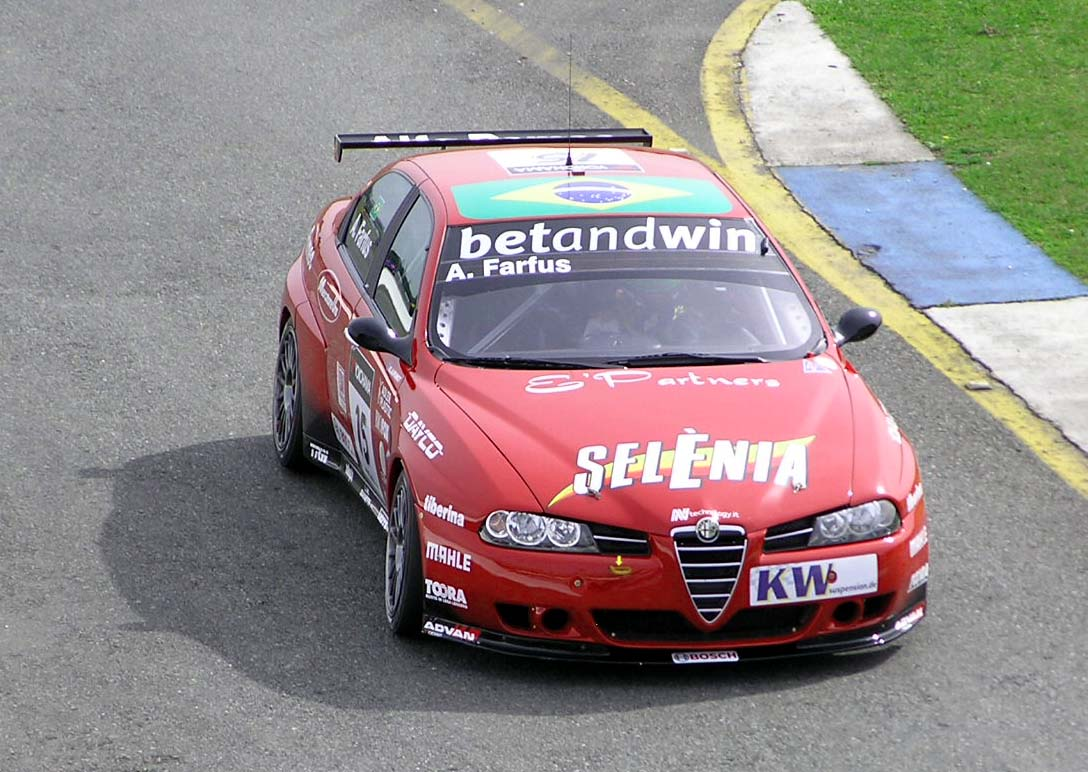
Alfa Romeo 156 S2000 WTCC 2006.

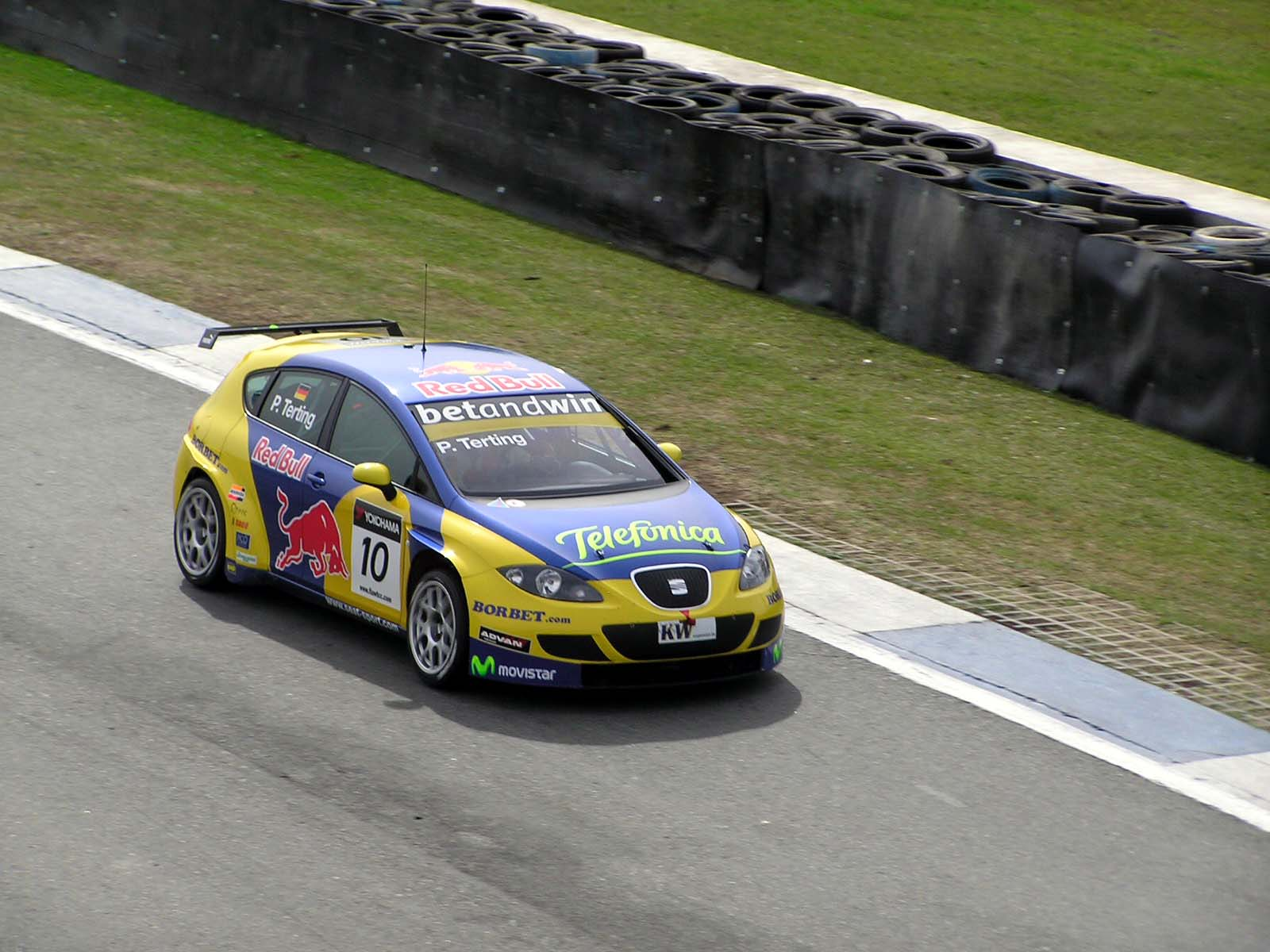
Seat Leon S2000 WTCC 2006.

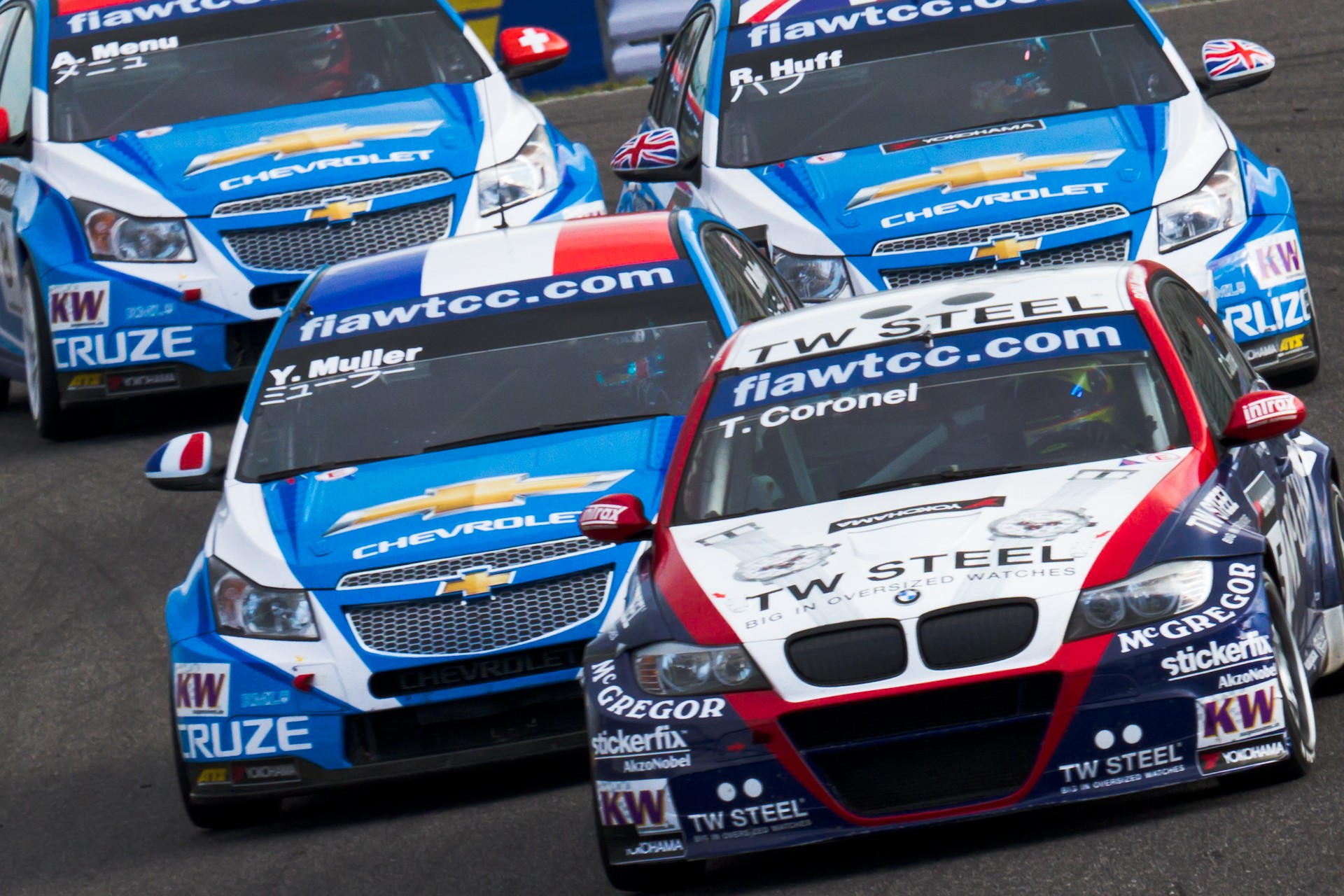
Course au Japon en 2011.

### Circuits et pays
C'est un championnat disputé en majorité en Europe avec des épreuves en France, Belgique, Allemagne, Portugal, Hongrie, Autriche et en Russie. De 2005 à 2014, la dernière épreuve du championnat se déroulait en Chine, plus précisément à Macao. Il y a également des courses au Brésil (à Curitiba), au Mexique (à Puebla) et au Japon (Okayama). Le Maroc est aussi à l'honneur depuis 2009 avec une manche disputée à Marrakech sur un circuit provisoire, une première, car depuis 1958 il n'y avait plus eu de courses automobiles internationales dans le pays. Le championnat a fait une brève apparition en Amérique du Nord de 2012 à 2013 avec une épreuve aux États-Unis sur le Sonoma Raceway en Californie.
La plupart des circuits visités sont totalement différents de ceux utilisés par la Formule 1, d'autres sont des circuits de Formule 1 qui offrent un tracé raccourci et différent (exemples : le circuit de Suzuka avec son tracé Est ou le circuit de Shanghai et son tracé court).
Si ces événements sont moins prestigieux que les Grand Prix, il n'en sont pas moins populaires. Parmi les événements on compte des courses d'anciens circuits de F1 tels que le circuit de Pau-Ville (dans le cadre du Grand Prix de Pau), le circuit de Boavista (dans le cadre du Grand Prix de Porto) ou encore le circuit Paul-Ricard depuis 2014.

### Déroulement des épreuves
Les meetings sont appelés des « courses » (« race » en anglais, suivi du nom du pays, exemple « Race of Italy », littéralement « Course d'Italie »).
Le week-end commence avec deux séances d'essais libres de 30 minutes chacune. Ensuite, il y a une séance d'essais qualificatifs. La séance de qualifications est divisée en deux parties : Q1 pour tous les pilotes, Q2 pour les douze pilotes les mieux classés dans la Q1. Au terme de la Q2, des points sont attribués aux cinq premiers pilotes classés (5, 4, 3, 2, 1).
Le jour de course commence avec le warm up de 15 minutes le matin ensuite viennent les deux courses qui varient entre 50 et 60 km (à partir de 2012). La première course démarre par un départ arrêté, l'ordre de départ de la grille est basée sur les douze plus rapides de la Q2. La deuxième course par un départ arrêté, en revanche les dix premiers de la première manche prennent le départ dans un ordre inversé, tandis qu'à partir du 11e chaque pilote conserve sa place sur la grille. Le but est de rendre les courses plus attrayantes et de provoquer des remontées avec des bagarres en course.

### Distribution des points

#### Système de notation actuel
Depuis 2010
| Position | 1er | 2e | 3e | 4e | 5e | 6e | 7e | 8e | 9e | 10e |
| -------- | --- | -- | -- | -- | -- | -- | -- | -- | -- | --- |
| Points   | 25  | 18 | 15 | 12 | 10 | 8  | 6  | 4  | 2  | 1   |

#### Ancien système de notation
De 2005 à 2009
| Position | 1er | 2e | 3e | 4e | 5e | 6e | 7e | 8e |
| -------- | --- | -- | -- | -- | -- | -- | -- | -- |
| Points   | 10  | 8  | 6  | 5  | 4  | 3  | 2  | 1  |

Pour la saison 1987
| Position | 1er | 2e | 3e | 4e | 5e | 6e | 7e | 8e | 9e | 10e |
| -------- | --- | -- | -- | -- | -- | -- | -- | -- | -- | --- |
| Points   | 20  | 15 | 12 | 10 | 8  | 6  | 4  | 3  | 2  | 1   |

### Titres
- Championnat du monde des pilotes
- Championnat du monde des constructeurs
- Trophée des équipes (sponsorisé par Yokohama)
- Trophée des pilotes indépendants (sponsorisé par Yokohama)
- Trophée des pilotes asiatiques (sponsorisé par Eurosport)

## Palmarès

### Championnat du monde des voitures de tourisme (WTCC)
| Saison |                   | Championnat du monde des voitures de tourisme | Championnat du monde des voitures de tourisme | Championnat du monde des voitures de tourisme | Championnat du monde des voitures de tourisme |                      | Trophée indépendants        | Trophée indépendants        | Trophée indépendants  | Trophée indépendants  |
| Saison | Champion          | Voiture                                       | Équipe                                        | Champion constructeur                         | Pilote gagnant                                | Voiture              | Équipe                      | Équipe gagnante             |                       |                       |
| 2005   | Andy Priaulx      | BMW 320i                                      | BMW Team UK                                   | BMW                                           | Marc Hennerici                                | BMW 320i             | Wiechers-Sport              | Proteam Motorsport          |                       |                       |
| 2006   | Andy Priaulx      | BMW 320si                                     | BMW Team UK                                   | BMW                                           | Tom Coronel                                   | Seat Leon            | GR Asia                     | GR Asia                     |                       |                       |
| 2007   | Andy Priaulx      | BMW 320si                                     | BMW Team UK                                   | BMW                                           | Stefano D'Aste                                | BMW 320si            | Wiechers-Sport              | Non attribué                |                       |                       |
| 2008   | Yvan Muller       | SEAT León TDI                                 | SEAT Sport                                    | SEAT                                          | Sergio Hernández                              | BMW 320si            | Scuderia Proteam Motorsport | Scuderia Proteam Motorsport |                       |                       |
| 2009   | Gabriele Tarquini | SEAT León 2.0 TDI                             | SEAT Sport                                    | SEAT                                          | Tom Coronel                                   | SEAT León 2.0 TFSI   | SUNRED Engineering          | SUNRED Engineering          |                       |                       |
| 2010   | Yvan Muller       | Chevrolet Cruze LT                            | Chevrolet RML                                 | Chevrolet                                     | Sergio Hernández                              | BMW 320si            | Scuderia Proteam Motorsport | Scuderia Proteam Motorsport |                       |                       |
| 2011   | Yvan Muller       | Chevrolet Cruze 1.6T                          | Chevrolet RML                                 | Chevrolet                                     | Kristian Poulsen                              | BMW 320 TC           | Liqui Moly Team Engstler    | Liqui Moly Team Engstler    |                       |                       |
| 2012   | Robert Huff       | Chevrolet Cruze 1.6T                          | Chevrolet RML                                 | Chevrolet                                     | Norbert Michelisz                             | BMW 320 TC           | Zengő Motorsport            | Lukoil Racing               |                       |                       |
| 2013   | Yvan Muller       | Chevrolet Cruze 1.6T                          | RML                                           | Honda                                         | James Nash                                    | Chevrolet Cruze 1.6T | Bamboo Engineering          | RML                         |                       |                       |
| 2014   | José María López  | Citroën C-Elysée WTCC                         | Citroën Total WTCC                            | Citroën                                       | Norbert Michelisz                             | Honda Civic WTCC     | Zengő Motorsport            | Lukoil Racing               |                       |                       |
| 2015   | José María López  | Citroën C-Elysée WTCC                         | Citroën Total WTCC                            | Citroën                                       | Norbert Michelisz                             | Honda Civic WTCC     | Zengő Motorsport            | ROAL Motorsport             |                       |                       |
| 2016   |                   | José María López                              | Citroën C-Elysée WTCC                         | Citroën Total WTCC                            | Citroën                                       |                      | Mehdi Bennani               | Citroën C-Elysée WTCC       | Sébastien Loeb Racing | Sébastien Loeb Racing |
| 2017   |                   | Thed Björk                                    | Volvo S60 Polestar TC1                        | Polestar Cyan Racing                          | Volvo                                         |                      | Tom Chilton                 | Citroën C-Elysée WTCC       | Sébastien Loeb Racing | Sébastien Loeb Racing |

### Championnat du monde des voitures de tourisme (1987)
| Saison |                  | Championnat du monde pilote | Championnat du monde pilote | Championnat du monde pilote | Équipe gagnante |
| Saison | Champion         | Voiture                     | Équipe                      |                             | Équipe gagnante |
| 1987   | Roberto Ravaglia | BMW M3                      | Schnitzer Motorsport        | Eggenberger Motorsport      |                 |

## Victoires en WTCC
Classement couvrant la totalité des manches du WTCC dans sa version moderne.
| no | Pilote              | Victoires |
| -- | ------------------- | --------- |
| 1  | Yvan Muller         | 48        |
| 2  | Robert Huff         | 29        |
| 2  | José María López    | 29        |
| 4  | Alain Menu          | 23        |
| 5  | Gabriele Tarquini   | 22        |
| 6  | Andy Priaulx        | 18        |
| 7  | Augusto Farfus      | 15        |
| 8  | Tiago Monteiro      | 11        |
| 9  | Jörg Müller         | 10        |
| 10 | Norbert Michelisz   | 8         |
| 11 | Tom Chilton         | 7         |
| 12 | Mehdi Bennani       | 6         |
| 12 | Tom Coronel         | 6         |
| 12 | Sébastien Loeb      | 6         |
| 15 | Rickard Rydell      | 5         |
| 16 | Jordi Gené          | 4         |
| 16 | Fabrizio Giovanardi | 4         |
| 16 | Dirk Müller         | 4         |
| 16 | James Thompson      | 4         |
| 16 | Alessandro Zanardi  | 4         |
| 21 | Thed Bjork          | 3         |
| 21 | Michel Nykjær       | 3         |
| 21 | Esteban Guerrieri   | 3         |
| 23 | Nicky Catsburg      | 2         |
| 23 | Stefano D'Aste      | 2         |
| 23 | James Nash          | 2         |
| 23 | Félix Porteiro      | 2         |
| 23 | Ma Qinghua          | 2         |
| 29 | Yann Ehrlacher      | 1         |
| 29 | Franz Engstler      | 1         |
| 29 | Néstor Girolami     | 1         |
| 29 | Sergio Hernández    | 1         |
| 29 | Duncan Huisman      | 1         |
| 29 | Nicola Larini       | 1         |
| 29 | Gianni Morbidelli   | 1         |
| 29 | Pepe Oriola         | 1         |
| 29 | Salvatore Tavano    | 1         |
| 29 | Peter Terting       | 1         |
| 29 | Colin Turkington    | 1         |

| no | Écuries    | Victoires |
| -- | ---------- | --------- |
| 1  | Chevrolet  | 88        |
| 2  | BMW        | 60        |
| 3  | Citroën    | 57        |
| 4  | SEAT       | 43        |
| 5  | Honda      | 20        |
| 6  | Alfa Romeo | 14        |
| 7  | Lada       | 6         |
| 8  | Volvo      | 5         |